# Pontifical de Gundekar II
Le pontifical de Gundekar II est un livre liturgique, un Pontifical romain, nommé d'après l'évêque d'Eichstätt Gundekar II. Il est continuellement mis à jour par ses successeurs jusqu'en 1697 et constitue ainsi une source essentielle pour l'histoire du diocèse.

## Histoire
En 1072, Gundekar remet à sa cathédrale un manuscrit magnifique, une anthologie de 204 feuilles, qui est étendue par Gundekar à 257 feuilles. 110 feuilles forment un pontifical, une compilation du "pontifex", des sacrements, ordinations et bénédictions faits par l'évêque. Il montre que Gundekar est un partisan de la réforme de l'église, car il met un accent particulier sur la médiation valable du salut sacramentel. Selon un calendrier, un rituel suit, c’est-à-dire une compilation de bénédictions, incantations et prières. L'ensemble est précédé de pages avec des entrées historiques depuis la fondation du diocèse par Willibald et des pages avec des peintures miniatures.
Il est complété jusqu'en 1697 par un total de 19 suites intégrées avec des vœux épiscopales et des tableaux épiscopaux en miniature.
L'original est conservé dans les archives diocésaines d'Eichstätt. Une réimpression annotée de certaines pages est disponible en 1987 en 380 exemplaires.
Les peintures représentent notamment pour le diocèse d'Eichstätt, d'importants personnages de la vie spirituelle, plusieurs évêques d'Eichstätt ; les représentations vont également de manière rétroactive jusqu'à la phase d'établissement du diocèse au VIIIe siècle.